# Іан Бридж
Іан Бридж (англ. Ian Bridge, нар. 18 вересня 1959, Вікторія) — канадський футболіст, що грав на позиції захисника. По завершенні ігрової кар'єри — тренер. Відомий а виступами в клубі Північноамериканської футбольної ліги «Сіетл Саундерз» та швейцарському клубі «Ла Шо-де-Фон», а також у складі національної збірної Канади, у складі якої він став переможцем Чемпіонату націй КОНКАКАФ 1985 року.

## Клубна кар'єра
Іан Бридж народився у місті Вікторія, та розпочав виступи у професійному футболі в команді Північноамериканської футбольної ліги «Сіетл Саундерз», у складі якої грав до 1983 року, взявши участь у 100 матчах чемпіонату. Більшість часу, проведеного у складі команди, був основним гравцем захисту команди. У 1984 році Бридж грав у складі іншої команди Північноамериканської футбольної ліги «Ванкувер Вайткепс», а в 1984—1985 роках грав у складі нижчолігової команди з США «Такома Старс».
У 1985 році Іан Бридж став гравцем швейцарського клубу «Ла Шо-де-Фон», у складі якого грав до 1990 року, останній рік фактично бу граючим тренером команди. У 1990 році повернувся на батьківщину, де грав у складі нижчолігових клубів «Вікторія Вістас», «Кітченер Кіккерз» та «Норт-Йорк Рокетс», і в 1991 році завершив виступи на футбольних полях.

## Виступи за збірні
У 1979 році Іан Бридж грав у складі молодіжної збірної Канади на молодіжному чемпіонаті світу. У 1981 році футболіст дебютував у складі національної збірної Канади. розіграшу Золотого кубка КОНКАКАФ 1991 року у США. У 1984 році футболіст грав у складі збірної на Олімпійських іграх у Лос-Анджелесі. У 1985 році Бридж у складі збірної став переможцем Чемпіонату націй КОНКАКАФ, що дало канадській збірній путівку на чемпіонат світу 1986 року у Мексиці. На самому чемпіонаті Іан Бридж брав участь у всіх 3 матчах збірної, втім збірна Канади не подолала груповий етап чемпіонату. У 1991 році футболіст брав участь у розіграшу Золотого кубка КОНКАКАФ 1991 року у США, після чого завершив виступи у збірній. Загалом протягом кар'єри у національній команді провів у її формі 35 матчів, забивши 5 голів.

## Кар'єра тренера
Розпочав тренерську кар'єру, ще продовжуючи грати на полі, у 1989 році, очоливши тренерський штаб клубу «Ла Шо-де-Фон». У 1990 році Іан Бридж очолив команду Університету Вікторії, головним тренером якої був до 2000 року. З 1997 до 2010 року Бридж працював із жіночими збірними Канади різних вікових груп. у 2010 році колишній футболіст очолював канадський нижчоліговий клуб «Вікторія Гайлендерс».

## Титули і досягнення
- Переможець Чемпіонату націй КОНКАКАФ: 1985
- Переможець Кубка націй Північної Америки: 1990